# Leptothorax wilsoni
Leptothorax wilsoni es una especie de hormiga del género Leptothorax, tribu Crematogastrini, familia Formicidae. Fue descrita científicamente por Heinze en 1989.
Se distribuye por Canadá y los Estados Unidos. Se ha encontrado a elevaciones de hasta 1065 metros. Habita comúnmente debajo de piedras.